# Zmarli w marcu 2009

## Marzec 2009
- 31 marca
  - Raúl Alfonsín, prezydent Argentyny w latach 1983–1989[1]
  - Jarl Alfredius, szwedzki dziennikarz
  - Helen Levitt, amerykańska fotografka[2]
  - Siergiej Protazanow, rosyjski dziennikarz[3]
- 30 marca
  - Sulim Jamadajew, czeczeński podpułkownik, dowódca batalionu GRU[4]
  - Andrea Mead-Lawrence, amerykańska narciarka alpejska, mistrzyni olimpijska[5]
  - Earl Paulk, amerykański duchowny ewangelicki, biskup uwikłany w skandale seksualne[6]
- 29 marca
  - Stanisław Dróżdż, polski poeta, artysta sztuk wizualnych[7]
  - Władimir Fiedotow, rosyjski piłkarz[8]
  - Andy Hallett, amerykański aktor[9]
  - Maurice Jarre, francuski kompozytor[10]
  - James McConkey, amerykański kaskader[11]
  - Miroslav Moravec, czeski aktor[12]
  - Gerrit Viljoen, południowoafrykański polityk i literaturoznawca, administrator Afryki Południowo-Zachodniej (Namibii) (1979–1980), minister edukacji (1980–1989) i rozwoju (1989–1992)[13]
- 28 marca
  - Janet Jagan, gujańska polityk pochodzenia amerykańskiego, prezydent Gujany[14]
  - Joseph Jasgur, amerykański fotograf, fotografował Marilyn Monroe[15]
  - Arnold Meri, estoński żołnierz, weteran II wojny światowej
  - Władimir Odincow – radziecki działacz partyjny, I sekretarz Północnoosetyjskiego KO KPZR, członek KC KPZR[16]
- 27 marca
  - Maria Kurnatowska, polska nauczycielka i polityk[17]
- 26 marca
  - Piotr Bednarz, polski opozycjonista, legenda dolnośląskiej „Solidarności”[18]
  - John Mayhew, perkusista Genesis w latach 1969–1970
- 25 marca
  - Marilyn Borden, amerykańska aktorka
  - Milan Duškov, serbski reżyser, tłumacz
  - Yukio Endō, japoński gimnastyk, medalista olimpijski
  - Gabor Ocskay, węgierski hokeista, reprezentant Węgier[19]
  - Giovanni Parisi, włoski bokser, mistrz olimpijski z Seulu
  - Andrzej Trepka, polski pisarz science fiction, dziennikarz[20]
- 24 marca
  - Uriel Jones, amerykański muzyk, perkusista sesyjny grupy Funk Brothers[21]
  - Igor Stielnow, rosyjski hokeista, mistrz świata w roku 1986
  - ks. Henryk Wojtyska, polski duchowny katolicki, teolog, pasjonista
- 23 marca
  - Irina Gabaszwili, gruzińska gimnastyczka
  - Elżbieta Malicka, polska profesor, lekarz weterynarii
  - Lloyd Ruby, amerykański kierowca wyścigowy Formuły 1
  - Paweł Wieczorkiewicz, polski historyk
- 22 marca
  - Jade Goody, brytyjska uczestniczka programu reality show Big Brother[22]
  - Scoobie Santino, jamajski muzyk reggae[23]
- 21 marca
  - Ted Jarrett, amerykański producent, tekściarz[24]
  - Walt Poddubny, kanadyjski hokeista, trener
  - Józef Przybyła, polski skoczek narciarski
- 20 marca
  - Alfons Bayerl, niemiecki polityk i prawnik, deputowany krajowy i europejski[25]
  - Abd al-Latif al-Filali, marokański polityk, premier (1994–1998)[26]
  - Bogdan Nowicki, polski reżyser[27]
  - Jaroslav Pitner, czechosłowacki hokeista, trener drużyny mistrzów świata z 1972 roku[28]
  - Pierre Skawinski, francuski lekkoatleta, wicemistrz Europy z 1934
- 19 marca
  - Zoltán Breyer, węgierski aktor
  - Ion Dolănescu, rumuński polityk i piosenkarz
  - Gertrud Fussenegger(inne języki), austriacka pisarka
  - Kazimierz Goździuk, polski lekarz, chirurg, profesor Uniwersytetu Medycznego w Lublinie[29]
  - Harry Harris, amerykański reżyser filmowy i telewizyjny[30]
  - Bogumił Trębala, polski architekt[31]
- 18 marca
  - Gianni Giansanti, włoski fotograf
  - Nina Gocławska, polska aktorka, tancerka[32]
  - Jeremiej Parnow, rosyjski pisarz
  - Natasha Richardson, angielska aktorka[33]
- 17 marca
  - Andrzej Krawczyk, polski piłkarz ręczny, trener AZS AWF Warszawa[34]
  - Jerzy Staniszkis, polski architekt, rotmistrz 3 Pułku Szwoleżerów Mazowieckich
- 16 marca
  - Maria Burska-Przybora, polska śpiewaczka operowa (sopran liryczny)
  - Miljenko Licul, słoweński grafik
- 15 marca
  - Jumadi Abdi, indonezyjski piłkarz[35]
  - Ron Silver, amerykański aktor
- 14 marca
  - Alain Bashung, francuski piosenkarz[36]
- 13 marca
  - Betsy Blair, amerykańska aktorka
  - Bill Davidson, amerykański przedsiębiorca, filantrop, właściciel klubu ligi koszykówki NBA Detroit Pistons[37]
  - Przemysław Grabowski, polski piłkarz[38]
  - Millard Kaufman, amerykański scenarzysta, reżyser, współtwórca komiksowego Pana Magoo[39]
  - Medet Sadyrkulow, kirgiski polityk
- 12 marca
  - Blanca Varela, peruwiańska poetka
- 11 marca
  - Péter Bacsó, węgierski reżyser filmowy, scenarzysta[40]
  - o. Czesław Drążek SJ, polski duchowny katolicki, redaktor naczelny polskiej edycji L'Osservatore Romano[41]
  - Mieczysław Grotkowski, polski działacz związkowy
  - Hans Öberg, szwedzki hokeista
  - Pavel Verner, czeski dziennikarz i publicysta
- 10 marca
  - Nikola Kmezić, jugosłowiański polityk, przewodniczący Rady Wykonawczej (premier) Socjalistycznej Prowincji Autonomicznej Wojwodiny (1974–1982)[42]
  - Anatolij Sieglin, rosyjski hokeista, trener, sędzia hokejowy
  - Kazimierz Szołoch, przywódca strajku w Stoczni Gdańskiej im. Lenina w Grudniu ’70
  - Andrzej Wohl, polski aktor i reżyser
- 9 marca
  - Anna Pawlak-Druzgała, profesor Akademii Wychowania Fizycznego w Krakowie
  - Larry Regan, kanadyjski hokeista, trener hokejowy
  - Piotr Szemraj, polski wojskowy, żołnierz Batalionów Chłopskich
  - David Williams, amerykański gitarzysta[43]
- 8 marca
  - Zlate Biljanovski, jugosłowiański (macedoński) polityk, uczestnik II wojny światowej, p.o. przewodniczącego Zgromadzenia Ludowego (prezydenta) Socjalistycznej Republiki Macedonii (1968)[44]
  - Hank Locklin, amerykański piosenkarz country
  - Urszula Kaczmarska, polska piosenkarka, artystka[45]
  - Zbigniew Religa, polski kardiochirurg, polityk
  - Andrzej Samson, polski psycholog
  - Emilie Strejčková, czeska pedagog, profesor Uniwersytetu Karola w Pradze
- 7 marca
  - Jan Arłazorow, rosyjski aktor
  - Václav Bedřich, czeski reżyser i animator
  - Jimmy Boyd, amerykański piosenkarz, aktor[46]
  - Jarosław Czarnobaj, polski dziennikarz Polskiego Radia Rzeszów[47]
  - John Dooley, irlandzki rugbysta i działacz sportowy[48]
  - Dmitrij Kozłow, rosyjski lotnik i konstruktor
  - Tullio Pinelli, włoski scenarzysta
  - Jerzy Rogoża, polski działacz społeczności żydowskiej
  - Anton Schoch, kazachski piłkarz
  - Sławomir Szatkowski, polski rolnik i polityk[49]
  - Francesco Zagatti, włoski piłkarz[50]
- 6 marca
- 5 marca
  - Walerij Broszin, rosyjski piłkarz
  - Stanisław Ceberek, polski polityk[51]
  - Irena Dzierzgowska, polska polityk, wiceminister edukacji narodowej
  - Aleksander Gediga, polski siatkarz, reprezentant Polski w latach 1958–1966[52]
- 4 marca
  - Józef Łabudek, polski polityk i ekonomista, wicewojewoda katowicki (1973–1975), wojewoda bielski (1975–1981)[53]
  - Horton Foote, amerykański dramatopisarz, scenarzysta[54]
- 3 marca
  - Sydney Chaplin, amerykański aktor[55]
  - Sebastian Faißt, niemiecki piłkarz ręczny[56]
  - Viktor Gjika, albański reżyser, scenarzysta i operator filmowy
  - Kazimierz Hoffman, polski poeta
  - Richard Šafárik, słowacki hokeista, mistrz Polski z Cracovią w 2006 roku[57]
  - Jan Vladislav, czeski pisarz i twórca bajek
- 2 marca
  - Ernie Ashwort, amerykański muzyk country[58]
  - Ernst Benda, niemiecki polityk
  - Anatolij Klimanow, ukraiński bokser i trener[59]
  - Władysław Prekurat, polski pułkownik organów bezpieczeństwa PRL, kierownik Grupy Operacyjnej Nr 3 MSW w Leningradzie (1984–1988)[60]
  - Carlos Sosa, argentyński piłkarz, reprezentant Argentyny, trener piłkarski
  - João Bernardo Vieira, prezydent Gwinei Bissau
- 1 marca
  - ks. Jerzy Pawlik, polski duchowny katolicki ,prałat, delegat Konferencji Episkopatu Polski ds. emigrantów polskich[61]
  - Alfred Pike, kanadyjski hokeista
  - Petr Uruba, czeski pilot, w czasie II Wojny Światowej członek dywizjonu 311